# Joseph Strick
Joseph Strick (Braddock, 6 de julho de 1923 — Paris, 2 de junho de 2010) foi um roteirista, produtor cinematográfico e cineasta norte-americano.